# Eduard von Schoultz
Hans Odert Eduard von Schoultz (i riksdagen kallad von Schoultz i Göteborg), född 6 maj 1815 i Stockholm, död 30 mars 1881 i Göteborg, var en svensk föreståndare för Chalmers i Göteborg 1853-1881.
von Schoultz var son till lagmannen och vice landshövdingen i Vasa och Uleåborgs län, Nils Fredric von Schoultz och Jeanette Henriette, född Gripenberg. Han blev kadett vid krigsakademien på Militärhögskolan Karlberg 1829, underlöjtnant vid Göta artilleriregemente 1833, avlade examen vid Högre artilleriläroverket på Marieberg 1838, blev löjtnant vid Göta artilleriregemente 1840, blev informationsofficer vid samma regemente 1849–1852, lärare i fysik vid Chalmerska slöjdskolan 1849–1881. År 1853 tog han avsked från det militära och blev föreståndare vid Chalmers, och var 1855–1881 ordförande för Göteborgs slöjdförening samt ordförande i styrelsen för Göteborgs arbetareförening. Han erhöll professors titel 1862. 
Inom politiken var von Schoultz ledamot av stadsfullmäktige i Göteborg 1862–1870 samt företrädde Göteborgs stads valkrets 1873–1877 i riksdagens andra kammare, 
von Schoultz gifte sig 22 december 1856 i Göteborg med Amalia Fredrika Charlotta Mellgren (1830–1916) i Göteborg, dotter till handlanden Erik Mellgren och Anna Maria Pettersson.
von Schoultz jordfästes i Tyska kyrkan den 4 april 1881 och begravdes på Östra kyrkogården i Göteborg.